# Siernicze-Gajówka
Siernicze-Gajówka – zniesiona nazwa osady leśnej w Polsce położona w województwie śląskim, w powiecie częstochowskim, w gminie Koniecpol.
W latach 1975–1998 miejscowość administracyjnie należała do województwa częstochowskiego.
Nazwa miejscowości została zniesiona z 2022 r.